# 拉河三带犰狳
拉河三带犰狳（學名：Tolypeutes matacus）是南美洲的一種犰狳，也是三帶犰狳屬中兩種中的其中一種，另一種為巴西三帶犰狳。分佈較巴西三帶犰狳廣泛，於阿根廷北部、巴西西南部、巴拉圭及玻利維亞海拔770米以下均有其足跡。

## 描述
與其同屬的巴西三帶犰狳一樣，此屬物種是唯一能將整個身體捲曲成完整球體以保護自己的犰狳。其背上有三片特出的鱗甲，能在捲曲時將頭及尾部完整收藏於硬殼內，令牠們較脆弱的下腹、四肢及眼耳口鼻等完全藏於殼內。一般為黃或棕色，較其他犰狳為小，完全成長後體形約為23至33厘米。與其他犰狳不同，牠們並不是掘地性（fossorial）。與巴西三帶犰狳的分別主要為分佈及爪的數目。巴西三帶犰狳有五爪，而本種只有四爪。
本屬物種都有一條長而具有黏性的粉紅色舌頭，容許牠們能有效覓食不同類別的昆蟲，如蟻及白蟻等。圈養繁殖的個體也會進食如蔬菜及水果等。

## 威脅
本種在其主要活躍的格蘭查科地帶內受到棲息地破壞的威脅，也有被人類獵食及寵物貿易的影響。

## 圖庫
|  |  |

|  |

## 外部連結
- ARKive上的圖片
- Infonatura （页面存档备份，存于）